# Ca-ťü
Ca-ťü (čínsky pchin-jinem zájù, znaky zjednodušené 杂剧, tradiční 雜劇) je čínský středověký divadelní žánr. Hlavní období jeho rozvoje spadá do 13. – 14. století za dynastie Jüan. Je významný jak z historického hlediska, tak jako zdroj inspirace pro divadelní umění, resp. čínskou operu v následujících staletích.

## Historie
Pojem ca-ťü, „rozmanité hry“, se objevil v 11. století pro různá komická i vážná představení a scénky hrané na jevištích zábavních center ve městech sungské Číny. Hry zahrnovaly pěvecká, hudební i taneční vystoupení, dramatické scény i dialogy. Za Ťinů byla taková vystoupení nazývána jüan-pen, resp. chang-jüan-č’-pen, „texty ze zábavních středisek“. Z tohoto období se nedochovaly texty, ale pouze cca 700 titulů her. Soudě podle názvů, mezi nimiž jsou i historické postavy a názvy identické s pozdějšími známými hrami, archeologických nálezů figurek herců i zmínek v soudobé literatuře, měly patrně už sungské hry dosti rozvinutou příběhovou složku.
V jihosungském období hry ca-ťü obsahovaly hudební předehru s tancem, úvod, dvoudílnou hlavní část, závěr a hudební dohru. Počátkem jüanského období (v 2. polovině 13. století) vznikl na severu Číny typ ca-ťü s pevně stanovenou strukturou a vysokou literární úrovní, když je kromě herců začali ve větším měřítku psát i vzdělaní literáti, kteří v Mongoly ovládané Číně měli mizivé šance na úspěšnou úřední kariéru. Z následujícího století rozkvětu žánru jsou známa jména cca 170–180 dramatiků a 730–740 titulů. Nejznámější jejich sbírkou je Jüan-čchü-süan roku 1616 vydaná Cang Mao-sünem, obsahující stovku her, v moderních vydáních rozšířená na 162 her.
Centrem tvorby ca-ťü byl zprvu Peking, hlavní město říše Jüan, a později i Chang-čou, kde jüanské ca-ťü dočasně vytlačily jižní hry nan-si. Popularita her nebyla omezena jen na města, v jüanské době se významně rozšířily se i na venkově.
Jüanská ca-ťü měla čtyři dějství a mezihru, která mohla být kdekoliv, zpravidla však stála na začátku. Ca-ťü si zachovaly některé rysy původních divadelních vyprávění z městských zábavních středisek, tak zůstalo zachováno sebepředstavování postav při každém vstupu na scénu (původně aby nově příchozí diváci měli přehled o minulém ději). Hry byly psány jazykem blízkým hovorovému. Autoři volili náměty z běžného života, často reflektující sociální a politické poměry doby, byť hry byly z opatrnosti zasazeny do minulosti. Hlavním a nejdůležitějším prvkem hry byly písně, dle jejichž kvality se poměřovala úroveň hry. Ve hrách dialogy posouvaly děj a písně ho následně rozváděly. Vždy zpívala pouze jedna, hlavní, postava, která v písních rekapitulovala děj a vyjevovala své myšlenky, úvahy a city. Nápěvy autoři brali z lidové kultury severní Číny, ale i literárních zdrojů.
K nejvýznamnějším autorům a hrám 13./14. století patří Kuan Chan-čching a jeho Tou O jako oběť příkoří, Ťi Ťün-sing, autor Sirotka z rodu Čao, Wang Š’-fu a jeho Příběh ze západního křídla kláštera, Po Žen-fu, Li Čchien-fu (Křídový kruh), Ma Č’-jüan a Podzim v chanském paláci.
Žánr ca-ťü žil i po vyhnání Mongolů z Číny a nastolení dynastie Ming, byť jako menšinový, zastíněný jižními hrami čchuan-čchi. V první polovině 15. století byli nejslavnějšími autory ca-ťü dvě knížata z vládnoucí dynastie – Ču Čchüan a Ču Jou-tun. Po delší přestávce žánr ožil až v 16. století. Celkem je z mingského období známo 520 her od stovky autorů.